# Război de uzură
Războiul de uzură este una din tacticile militare, care constă în slăbirea inamicului prin atacuri și amenințări permanente, astfel dușmanul suferind pierderi umane și materiale permanente, în cele din urmă este pe punctul de a se prăbuși. Războiul de uzură, de obicei, se câștigă de partea cea care dispune de mari resurse sau rezerve. 
Mulți generali de-a lungul istoriei au folosit tactici de uzură, în acest sens Frontul de vest al Primului Război Mondial, este un exemplu elocvent de un război de uzură. Un alt exemplu bine-cunoscut este războiul din Vietnam, când Statele Unite, au adoptat o tactică ce consta în slăbirea inamicului într-o asemenea măsură încât să-i suprime "voința de a rezista".

## Exemple
- Al Doilea Război Punic (218 - 208 î.Hr.)
- Ultimul Război Civil al Republicii Romane (Bătălia de la Actium din 31 î.Hr.)
- Războiul de Independență al Statelor Unite ale Americii (1775 - 1783)
- Invazia franceză a Imperiului Rus (1812)
- Războiul Civil American (Asediul Petersburgului din 1864 - 1865)
- Frontul de vest al Primului Război Mondial (Bătălia de pe Somme din 1916)
- Al Doilea Război Mondial (Bătăliile de la Rjev din 1942 - 1943)
- Războiul din Coreea (1950 - 1953)
- Războiul din Vietnam (1955 - 1975)
- Războiul de uzură arabo-israelian (1967 - 1970)
- Războiul Afgano-Sovietic (1979 - 1989)
- Războiul din Afganistan (2001 - prezent)
- Războiul Drogurilor din Mexic (2006 - prezent)
- Războiul Civil Sirian (2011 - prezent)
- Bătălia de la Posada (1330)